# Stratacoaster

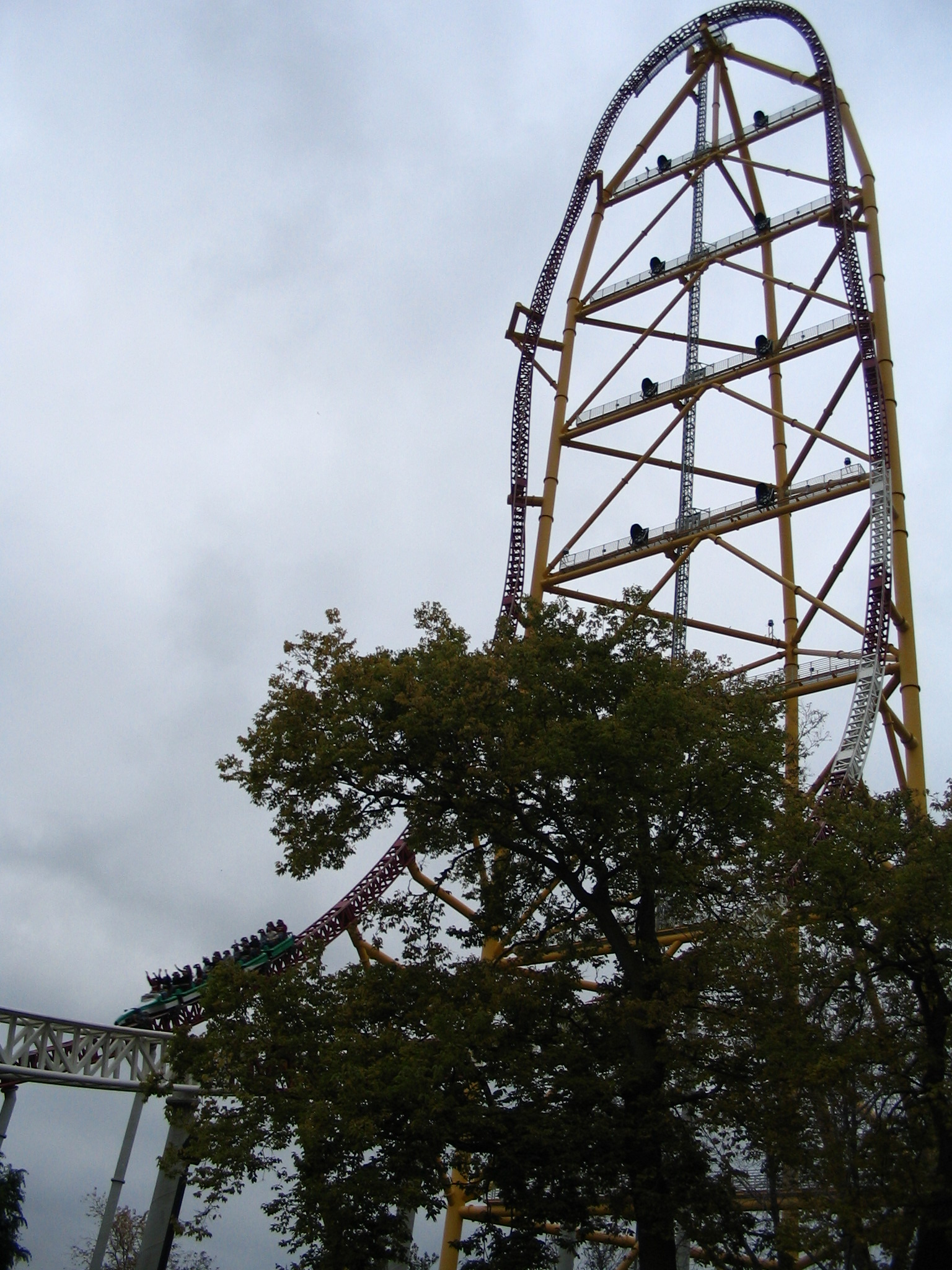
Top Thrill Dragster v park Cedar Point

Stratacoaster je typ horské dráhy s uzavřeným okruhem, jehož nejvyšší pád („drop“) je mezi 400-499 stopami (20-30 metrů). Prvním Stratacoasterem byla horská dráha Top Thrill Dragster v parku Cedar Point, Sandusky, Ohio, USA, která byla otevřena v roce 2003. Od letní sezóny 2006 je dalším Stratacoasterem horská dráha Kingda Ka v zábavním parku Six Flags Great Adventure ve městě Jackson v New Jersey (USA), která je v současnosti nejvyšší a nejrychlejší horskou dráhou na světě.
Horská dráha Superman: The Escape v parku Six Flags Magic Mountain byla první horskou dráhou, která přesáhla hranici 400 stop, ale nebyla zařazena do kategorie Stratacoaster, jelikož se jedná o typ vystřelované horské dráhy „shuttle roller coaster“ a vozíky fakticky nedosáhnou hranice 400 stop.
Obě tyto horské dráhy v této kategorii (TTG i Kingda Ka) postavila firma Intamin AG, která je také autorem výrazu „Stratacoaster“.